# Marvin Andrews
Marvin Anthony Andrews (San Juan, 22 dicembre 1975) è un ex calciatore trinidadiano, di ruolo difensore.

## Caratteristiche tecniche
È un difensore centrale.

## Biografia
Fervente cristiano, ha rischiato un grave infortunio giocando nonostante un problema al legamento crociato non curato perché «sarebbe stato Dio a farlo».

## Carriera
Ha segnato la prima rete nelle fasi di qualificazione della Coppa del Mondo del 2002, in occasione della vittoria per 5-0 di T&T sulle Antille Olandesi all'Hasely Crawford Stadium a Port of Spain; nel giugno 2004 compì un atto di valore simile, quando segnò il primo gol di T&T nella campagna del 2006 nella vittoria per 2-0 sulla Repubblica Dominicana a Santo Domingo. Nella stagione 2004-2005 firma con gli scozzesi dei Rangers il più importante contratto della sua lunga carriera, giunto quattro stagioni con il Livingston.

## Palmarès

### Club

#### Competizioni nazionali
- Campionato scozzese: 1

Rangers: 2004-2005
- Coppa di Lega scozzese: 1

Rangers: 2004-2005
- Scottish Second Division: 1

Raith Rovers: 2008-2009